# Kamaru Usman
Kamarudeen Usman  (Ciudad de Benín, 11 de mayo de 1987) es un artista marcial mixto nigeriano. Actualmente compite en la división de peso mediano en Ultimate Fighting Championship (UFC), donde es el ex campeón de peso wélter de UFC y actual #3 en el ranking de esta misma división. Es también el hermano del peleador de UFC Mohammed Usman.
Fuera de su faceta de peleador, Usman trabaja para African Knockout, una promotora de MMA con sede en su país natal.

## Primeros años
Nacido en la ciudad de Benín, Nigeria, su padre era mayor en el ejército nigeriano y su madre era maestra. Tiene dos hermanos, Kashetu y Mohammed, el último de los cuales también es un artista marcial mixto y compañero ganador de The Ultimate Fighter (TUF). Usman tuvo una educación modesta durante su infancia. El padre de Usman, Muhammed Nasiru Usman, quien se convirtió en farmacéutico en los Estados Unidos, trajo a su familia al país cuando Usman tenía ocho años y emigró a Dallas, Texas
Usman y su familia se mudaron a los Estados Unidos cuando tenía 5 años de edad. Después de compilar un récord de 56-0 en la lucha de la escuela secundaria y la calificación para la reunión nacional NAIA en la Universidad William Penn, la carrera de wrestling de Usman despegó después de la transferencia a la Universidad de Nebraska en Kearney.
Usman ganó los honores All-American de la División II de la NCAA durante los tres años que asistió y ayudó a la escuela a ganar su primer título general de equipo en 2008. En su temporada sénior, ganó el título nacional de la División II de la NCAA en 174 lbs. Además, también fue miembro del Equipo Mundial Universitario para la lucha libre en 2010.

## Carrera de artes marciales mixtas

### Carrera profesional
En 2011, Usman se desempeñó como entrenador de lucha libre para el Equipo Miller en la temporada 14 de The Ultimate Fighter .  Después de no poder clasificarse para las pruebas por equipos olímpicos de EE. UU. de 2012 en lucha libre , Usman hizo su debut profesional en MMA en noviembre de 2012.  Compiló un récord de 5-1, compitiendo por varias promociones regionales antes de probar para The Ultimate Fighter a principios de 2015.

### The Ultimate Fighter
En febrero de 2015, se anunció que Usman era uno de los luchadores seleccionados para The Ultimate Fighter: American Top Team vs. Blackzilians.
En su primera pelea en el programa, Usman se enfrentó a Michael Graves. Ganó la pelea por decisión mayoritaria.
En las semifinales, Usman se enfrentó al ex campeón wélter de la WSOF Steve Carl. Ganó la pelea por decisión unánime y avanzó a la final.

### Ultimate Fighting Championship
Usman enfrentó a Hayder Hassan en la final el 12 de julio de 2015 en The Ultimate Fighter 21 Finale. Ganó la pelea por sumisión en la segunda ronda. También recibió el premio extra por la Actuación de la Noche.
Usman se enfrentó a Leon Edwards el 19 de diciembre de 2015 en UFC on Fox 17. Ganó la pelea por decisión unánime.
Usman se enfrentó a Alexander Yakovlev el 23 de julio de 2016 en UFC on Fox 20. Ganó la pelea por decisión unánime.
Usman se enfrentó a Warlley Alves el 19 de noviembre de 2016 en UFC Fight Night 100. Ganó la pelea por decisión unánime.
Usman se enfrentó a Sean Strickland el 8 de abril de 2017 en UFC 210. Ganó la pelea por decisión unánime.
Una pelea reprogramada con Sérgio Moraes finalmente se llevó a cabo el 16 de septiembre de 2017 en UFC Fight Night 116. Usman ganó la pelea por nocaut en la primera ronda.
Usman estaba programado para enfrentar a Emil Weber Meek el 30 de diciembre de 2017 en UFC 219, pero la pelea fue reprogramada para UFC Fight Night: Stephens vs. Choi. Ganó la pelea por decisión unánime.
Usman tenía previsto enfrentarse a Santiago Ponzinibbio el 19 de mayo de 2018 en UFC Fight Night 129. Sin embargo, el 21 de abril, Ponzinibbio fue retirado del evento debido a una lesión. Fue reemplazado por Demian Maia. Usman ganó la pelea por decisión unánime.
Usman se enfrentó a Rafael dos Anjos el 30 de noviembre de 2018 en The Ultimate Fighter 28 Finale. Ganó la pelea por decisión unánime. Tras la victoria, recibió el premio a la Actuación de la Noche.
Usman se enfrentó al excampeón Tyron Woodley el 2 de marzo de 2019 en UFC 235 dónde llevó la victoria vía decisión unánime y se convirtió en el primer campeón africano de la UFC.
Kamaru Usman hizo su primera defensa del título enfrentándose a su rival Colby Covington en UFC 245 el 14 de diciembre de 2019. Usman finalizó a Covington en el quinto asalto, ganando por nocaut técnico. Esta pelea le valió a ambos participantes el bono de Pelea de la Noche.
Usman se enfrentó a Jorge Masvidal el 12 de julio de 2020 en UFC 251. Usman controló la mayor parte de la pelea, ganando por decisión unánime.
Kamaru Usman defendió su título por tercera vez el 13 de febrero de 2021 frente a Gilbert Burns, estelarizando la cartelera de UFC 258. Usman ganó la pelea por nocaut técnico en el tercer asalto.
Usman se enfrentó contra Jorge Masvidal en una revancha por el Campeonato de Peso Wélter de UFC el 24 de abril de 2021 en UFC 261 en Florida. Defendió con éxito su título después de noquear a Masvidal en el segundo asalto, convirtiéndose en el primero en hacer tal hazaña en UFC. Esta victoria le valió a Usman su cuarto bono por Actuación de la Noche. 
Kamaru Usman se enfrentó nuevamente a Colby Covington por el Campeonato de Peso Wélter de UFC el 6 de noviembre de 2021 en UFC 268. Usman mantuvo su campeonato, siendo declarado ganador por decisión unánime.

## Carrera de lucha libre
Usman comenzó a luchar en su segundo año de secundaria, en Bowie High School en Arlington (Texas) . Debido a que el entrenador de lucha de Usman en ese momento tenía problemas para pronunciar su nombre Kamarudeen, recibió el apodo de "Marty" cuando se unió al equipo y lo acompañó durante su carrera de lucha amateur.  Después de compilar un récord de 53-3 en su último año y quedar tercero en los campeonatos estatales de Texas , Usman luchó en el torneo nacional sénior antes de irse a la universidad. 
En la universidad, Usman luchó en Iowa en la Universidad William Penn durante un año, donde fue clasificado para el torneo nacional NAIA en 2007, pero no pudo asistir al torneo debido a una tormenta de nieve; Sin embargo, la mitad de su equipo y su entrenador en jefe se fueron temprano al torneo sin él, lo que frustró a Usman e influyó en que dejara William Penn.  Más tarde se transfirió a la Universidad de Nebraska en Kearney (UNK), que anteriormente intentó reclutarlo bajo el asesoramiento del entonces luchador de la UNK Tervel Dlagnev , y posteriormente ayudó a los Lopers a ganar su primer título por equipos en 2008. Usman se ubicó entre los tres primeros a nivel nacional los tres años que asistió a la UNK y fue dos veces finalista nacional.  Se convirtió en campeón nacional de la División II de la NCAA con 174 libras en 2010, terminando la temporada con un récord de 44-1 y 30 victorias consecutivas.
Poco después de terminar su carrera de estilo folk , Usman centró su atención en la lucha libre y se convirtió en residente del Centro de Entrenamiento Olímpico de Estados Unidos , con la esperanza de formar parte del equipo olímpico de 2012 .  A pesar de formar parte del Equipo Mundial Universitario de EE. UU. en 2010, Usman se desvió por las lesiones y finalmente abandonó su objetivo olímpico después de no poder clasificarse para las Pruebas por equipos olímpicos de EE. UU. de 2012, centrando su atención en las artes marciales mixtas .  La ex estrella de la Liga Nacional de Fútbol (NFL) , Christian Okoye , que tiene el apodo de "La pesadilla nigeriana" como marca registrada, dio su bendición para que Usman lo usara. 

## Campeonatos y logros
- Ultimate Fighting Championship
  - Campeón de Peso Wélter de UFC (una vez)
  - Ganador del torneo The Ultimate Fighter: American Top Team vs. Blackzilians
  - Actuación de la Noche (tres veces)
  - Pelea de la Noche (una vez)

## Récord en artes marciales mixtas
| Resultado | Récord | Oponente           | Método                        | Evento                                                          | Fecha                    | Ronda | Tiempo | Localización              | Notas |
| --------- | ------ | ------------------ | ----------------------------- | --------------------------------------------------------------- | ------------------------ | ----- | ------ | ------------------------- | --- |
| Victoria  | 21–4   | Joaquin Buckley    | Decisión (unánime)            | UFC on ESPN: Usman vs. Buckley                                  | 14 de junio de 2025      | 5     | 5:00   | Atlanta, Georgia          | Pelea de la Noche. |
| Derrota   | 20-4   | Khamzat Chimaev    | Decisión (mayoritaria)        | UFC 294                                                         | 21 de octubre de 2023    | 3     | 5:00   | Abu Dhabi                 | Debut en peso mediano.                                                                                                  |
| Derrota   | 20–3   | Leon Edwards       | Decisión (mayoritaria)        | UFC 286                                                         | 18 de marzo de 2023      | 5     | 5:00   | Londres                   | Por el Campeonato de Peso Wélter de UFC. A Edwards se le descontó 1 punto en el tercer asalto por agarrarse de la reja. |
| Derrota   | 20–2   | Leon Edwards       | KO (patada a la cabeza)       | UFC 278                                                         | 20 de agosto de 2022     | 5     | 4:04   | Salt Lake City            | Perdió el Campeonato de Peso Wélter de UFC.                                                                             |
| Victoria  | 20–1   | Colby Covington    | Decisión (unánime)            | UFC 268                                                         | 6 de noviembre de 2021   | 5     | 5:00   | Las Vegas, Nevada         | Defendió el Campeonato de Peso Wélter de UFC.                                                                           |
| Victoria  | 19-1   | Jorge Masvidal     | KO (golpes)                   | UFC 261                                                         | 24 de abril de 2021      | 2     | 1:02   | Jacksonville, Florida     | Defendió el Campeonato de Peso Wélter de UFC; Actuación de la Noche.                                                    |
| Victoria  | 18-1   | Gilbert Burns      | TKO (golpes)                  | UFC 258                                                         | 13 de febrero de 2021    | 3     | 0:34   | Las Vegas, Nevada         | Defendió el Campeonato de Peso Wélter de UFC; Actuación de la Noche.                                                    |
| Victoria  | 17-1   | Jorge Masvidal     | Decisión (unánime)            | UFC 251                                                         | 11 de julio de 2020      | 5     | 5:00   | Abu Dabi                  | Defendió el Campeonato de Peso Wélter de UFC.                                                                           |
| Victoria  | 16-1   | Colby Covington    | TKO (golpes)                  | UFC 245                                                         | 14 de diciembre de 2019  | 5     | 4:10   | Paradise, Nevada          | Defendió el Campeonato de Peso Wélter de UFC; Pelea de la Noche.                                                        |
| Victoria  | 15-1   | Tyron Woodley      | Decisión (unánime)            | UFC 235                                                         | 2 de marzo de 2019       | 5     | 5:00   | Paradise, Nevada          | Ganó el Campeonato de Peso Wélter de UFC                                                                                |
| Victoria  | 14-1   | Rafael dos Anjos   | Decisión (unánime)            | The Ultimate Fighter: Heavy Hitters Finale                      | 30 de noviembre de 2018  | 5     | 5:00   | Las Vegas, Nevada         | Actuación de la Noche.                                                                                                  |
| Victoria  | 13-1   | Demian Maia        | Decisión (unánime)            | UFC Fight Night: Maia vs. Usman                                 | 19 de mayo de 2018       | 5     | 5:00   | Santiago                  | |
| Victoria  | 12-1   | Emil Weber Meek    | Decisión (unánime)            | UFC Fight Night: Stephens vs. Choi                              | 14 de enero de 2018      | 3     | 5:00   | San Luis, Misuri          | |
| Victoria  | 11-1   | Sérgio Moraes      | KO (golpe)                    | UFC Fight Night: Rockhold vs. Branch                            | 16 de septiembre de 2017 | 1     | 2:48   | Pittsburgh, Pensilvania   | |
| Victoria  | 10-1   | Sean Strickland    | Decisión (unánime)            | UFC 210                                                         | 8 de abril de 2017       | 3     | 5:00   | Buffalo, New York         | |
| Victoria  | 9-1    | Warlley Alves      | Decisión (unánime)            | UFC Fight Night: Bader vs. Nogueira 2                           | 19 de noviembre de 2016  | 3     | 5:00   | São Paulo                 | |
| Victoria  | 8-1    | Alexander Yakovlev | Decisión (unánime)            | UFC on Fox: Holm vs. Shevchenko                                 | 23 de julio de 2016      | 3     | 5:00   | Chicago, Illinois         | |
| Victoria  | 7-1    | Leon Edwards       | Decisión (unánime)            | UFC on Fox: dos Anjos vs. Cerrone 2                             | 19 de diciembre de 2015  | 3     | 5:00   | Orlando, Florida          | |
| Victoria  | 6-1    | Hayder Hassan      | Sumisión (arm triangle choke) | The Ultimate Fighter: American Top Team vs. Blackzilians Finale | 12 de julio de 2015      | 2     | 1:19   | Las Vegas, Nevada         | Ganó el torneo The Ultimate Fighter 21; Actuación de la Noche.                                                          |
| Victoria  | 5-1    | Marcus Hicks       | TKO (golpes)                  | Legacy FC 33                                                    | 18 de julio de 2014      | 2     | 5:00   | Allen, Texas              | |
| Victoria  | 4-1    | Lenny Lovoto       | TKO (golpes)                  | Legacy FC 30                                                    | 4 de abril de 2014       | 3     | 1:04   | Albuquerque, Nuevo México | |
| Victoria  | 3-1    | Steven Rodriguez   | TKO (golpes)                  | Legacy FC 27                                                    | 31 de enero de 2014      | 1     | 1:31   | Houston, Texas            | |
| Victoria  | 2-1    | Rashid Abdullah    | TKO (golpes)                  | VFC 41                                                          | 14 de diciembre de 2013  | 1     | 3:49   | Ralston, Nebraska         | |
| Derrota   | 1-1    | Jose Caceres       | Sumisión (rear naked choke)   | CFA 11                                                          | 24 de mayo de 2013       | 1     | 3:47   | Coral Gables, Florida     | |
| Victoria  | 1–0    | David Glover       | TKO (golpes)                  | RFA 5                                                           | 30 de noviembre de 2012  | 2     | 4:50   | Kearney, Nebraska         | |

## Peleas en Pay-per-view
| N.º            | Evento         | Pelea                 | Fecha                   | Recinto                        | Ciudad                                 | Compras de PPV |
| -------------- | -------------- | --------------------- | ----------------------- | ------------------------------ | -------------------------------------- | -------------- |
| 1.             | UFC 245        | Usman vs. Covington   | 14 de diciembre de 2019 | T-Mobile Arena                 | Las Vegas, Nevada, United States       | No Revelado    |
| 2.             | UFC 251        | Usman vs. Masvidal    | 12 de julio de 2020     | Flash Forum                    | Abu Dhabi, Emiratos Árabes unidos      | 1,300,000      |
| 3.             | UFC 258        | Usman vs. Burns       | 13 de febrero de 2021   | UFC Apex                       | Enterprise, Nevada, Estados Unidos     | No revelado    |
| 4.             | UFC 261        | Usman vs. Masvidal 2  | 24 de abril de 2021     | VyStar Veterans Memorial Arena | Jacksonville (Florida), Estados Unidos | 700,000        |
| 5.             | UFC 268        | Usman vs. Covington 2 | 6 de noviembre de 2021  | Madison Square Garden          | New York City, New York, United States | 700.000        |
| 6.             | UFC 278        | Usman vs. Edwards 2   | 20 de agosto de 2022    | Vivint Arena                   | Salt Lake City, Estados Unidos         | no revelado    |
| 7.             | UFC 286        | Edwards vs. Usman 3   | 18 de marzo de 2023     | The O2 Arena                   | Londres, Reino Unido                   | no revelado    |
| Ventas totales | Ventas totales | Ventas totales        | Ventas totales          | Ventas totales                 | Ventas totales                         | 2.700.000      |